# Engelskirchen
Engelskirchen – gmina w Niemczech, w kraju związkowym Nadrenia Północna-Westfalia, w rejencji Kolonia, w powiecie Oberbergischer Kreis. W 2010 roku liczyła 19 988 mieszkańców.

## Miasta partnerskie
- Mogilno